# Astiphromma jezoënse
Astiphromma jezoënse là một loài tò vò trong họ Ichneumonidae.